# ケイオス・ウィリアムズ
ケイリン・"ケイオス"・ウィリアムズ（Kalinn "Khaos" Williams、1994年3月30日 - ）は、アメリカ合衆国の男性総合格闘家。ミシガン州ジャクソン出身。ムルシエラゴMMA所属。

## 来歴
ストリートファイトに明け暮れる荒んだ生活を送り、コカインを販売した容疑で有罪判決を受ける。ジャクソン郡刑務所に収監されている間に、ジャクソン郡保安官事務所とジャクソン・パブリック・スクールの共同オンライン教育プログラムを通じて高校の卒業資格を取得した。2013年9月から総合格闘技のトレーニングを始め、3か月後にアマチュア総合格闘技デビューした。2017年にプロ総合格闘技デビュー。

### UFC
2020年2月8日、UFC初参戦となったUFC 247でアレックス・モロノと対戦し、右アッパーでダウンを奪いパウンドで開始27秒のKO勝ち。パフォーマンス・オブ・ザ・ナイトを受賞した。
2020年11月14日、UFC Fight Night: Felder vs. dos Anjosでアブドゥル・ラザク・アルハッサンと対戦し、右ストレートで開始30秒のKO勝ち。2試合連続パフォーマンス・オブ・ザ・ナイトを受賞した。なお、この試合はアルハッサンの体重超過により、172.5ポンドのキャッチウェイトで行われた。
2021年11月13日、UFC Fight Night: Holloway vs. Rodríguezでミゲル・バエザと対戦し、右フックでダウンを奪いパウンドで3RTKO勝ち。パフォーマンス・オブ・ザ・ナイトを受賞した。
2024年5月18日、UFC Fight Night: Barboza vs. Murphyでカールストン・ハリスと対戦し、右フックで1RKO勝ち。パフォーマンス・オブ・ザ・ナイトを受賞した。

## 人物・エピソード
- ニックネームの「ケイオス」（Khaos）は、生まれ育った治安の悪い地域でウィリアムズが絶えず混乱（Chaos）を引き起こしたことに由来する。

## 戦績
| 総合格闘技 戦績 | 総合格闘技 戦績 | 総合格闘技 戦績 | 総合格闘技 戦績 | 総合格闘技 戦績 | 総合格闘技 戦績 | 総合格闘技 戦績 |
| --------------- | --------------- | --------------- | --------------- | --------------- | --------------- | --------------- |
| 20 試合         | (T)KO           | 一本            | 判定            | その他          | 引き分け        | 無効試合        |
| 15 勝           | 8               | 1               | 6               | 0               | 0               | 0               |
| 5 敗            | 0               | 1               | 4               | 0               | 0               | 0               |

| 勝敗 | 対戦相手                         | 試合結果                          | 大会名                                                         | 開催年月日     |
| ×    | アンドレアス・グスタフソン       | 5分3R終了 判定0-3                 | UFC 316: Dvalishvili vs. O'Malley 2                            | 2025年6月7日   |
| ×    | ガブリエル・ボンフィム           | 2R 4:58 ブラボーチョーク          | UFC Fight Night: Cannonier vs. Rodrigues                       | 2025年2月15日  |
| ○    | カールストン・ハリス             | 1R 1:30 KO（右フック）            | UFC Fight Night: Barboza vs. Murphy                            | 2024年5月18日  |
| ○    | ロランド・ベドーヤ               | 5分3R終了 判定3-0                 | UFC 288: Sterling vs. Cejudo                                   | 2023年5月6日   |
| ×    | ランディ・ブラウン               | 5分3R終了 判定1-2                 | UFC 274: Oliveira vs. Gaethje                                  | 2022年5月7日   |
| ○    | ミゲル・バエザ                   | 3R 1:02 TKO（右フック→パウンド）  | UFC Fight Night: Holloway vs. Rodríguez                        | 2021年11月13日 |
| ○    | マシュー・セメルスバーガー       | 5分3R終了 判定3-0                 | UFC on ESPN 25: The Korean Zombie vs. Ige                      | 2021年6月19日  |
| ×    | ミシェル・ペレイラ               | 5分3R終了 判定0-3                 | UFC Fight Night: Thompson vs. Neal                             | 2020年12月19日 |
| ○    | アブドゥル・ラザク・アルハッサン | 1R 0:30 KO（右ストレート）        | UFC Fight Night: Felder vs. dos Anjos                          | 2020年11月14日 |
| ○    | アレックス・モロノ               | 1R 0:27 KO（右アッパー→パウンド） | UFC 247: Jones vs. Reyes                                       | 2020年2月8日   |
| ○    | ジェレミー・ホロウェイ           | 5分3R終了 判定3-0                 | WXC 84: Warrior Wednesday 9                                    | 2019年11月27日 |
| ○    | ボー・ヤン                       | 1R 0:24 TKO（パンチ連打）         | Beijing Combat                                                 | 2019年10月26日 |
| ○    | ラダリアス・ジャクソン           | 1R 4:59 ギロチンチョーク          | WXC 82: Warrior Wednesday 7                                    | 2019年9月25日  |
| ○    | トニー・ハーヴェイ               | 5分3R終了 判定3-0                 | TWC: Brooks vs. Robinson 【TWCスーパーライト級タイトルマッチ】 | 2019年3月9日   |
| ○    | PJ・カジガス                     | 5分3R終了 判定3-0                 | TWC: Bennett vs. Shaw                                          | 2018年12月1日  |
| ○    | JP・セントルイス                 | 1R 1:22 KO（パンチ）              | KOTC: Hard Knocks 3                                            | 2018年7月28日  |
| ×    | ダン・イェーツ                   | 5分3R終了 判定0-3                 | KnockOut Promotions 60                                         | 2018年2月24日  |
| ○    | エリック・ロラ＝マルティネス     | 5分3R終了 判定3-0                 | KnockOut Promotions 59                                         | 2017年12月16日 |
| ○    | カレーゼ・アーチャー             | 2R 2:05 TKO（パンチ連打）         | KOTC: Second Coming                                            | 2017年8月5日   |
| ○    | ブランドン・ジョンソン           | 1R 1:59 TKO（パンチ連打）         | KOTC: Supremacy                                                | 2017年4月29日  |

## 獲得タイトル
- TWCスーパーライト級王座（2019年）

## 表彰
- UFC パフォーマンス・オブ・ザ・ナイト（4回）